# Лієнц
Лієнц (нім. Lienz Німецька: [ˈliːɛnt͡s] ( прослухати); південнобавар. Lianz) — місто в Австрії, центр округу Лієнц в землі Тіроль. В Лієнці річка Ізель впадає в Драву. 

## Географія
Лієнц лежить на висоті 673 м. над рівнем моря і займає площу 15,94 км². Його громада налічує 11816 мешканців. Густота населення 741/км².
Округ Лієнц, центром якого є Лієнц, називається також Східним Тіролем. Від основної частини землі, Західного Тіролю, його відділяє смуга Південного Тіролю, що належить Італії.
У місті є залізнична станція.
|                                |
| Лієнц на мапі округу та землі. |

 Адреса управління громади: Hauptplatz 7, 9900 Lienz.

## Демографія
Історична динаміка населення міста за даними сайту Statistik Austria

## Цікаві факти
Під час Другої світової війни, наприкінці травня 1945 року, у місті Лієнц британське командування передало 30 тисяч кубанських і донських інтернованих козаків Козачого Стану разом із їхніми сім'ями радянським частинам. При цьому серед козаків відбулись заворушення та акти масового самогубства. На кладовищі у Лієнці та в братських могилах поховано близько 700 загиблих; ще близько 600 чоловік, які кинулися до річки й втопилися, поховані у різних місцях униз за течією.

## Виноски
1. ↑  Dauersiedlungsraum der Gemeinden Politischen Bezirke und Bundesländer - Gebietsstand 1.1.2018 — Статистичне управління Австрії.
2. ↑  https://www.statistik.at/blickgem/blick1/g70716.pdf
3. ↑  www.stadt-lienz.at. Архів оригіналу за 27 листопада 2007. Процитовано 7 липня 2013.
4. ↑  Gemeindedaten von Lienz. Архів оригіналу за 31 січня 2016. Процитовано 7 липня 2013.